# Franca Viola
Franca Viola (Alcamo, 3 de gener de 1948) és una dona italiana que es va fer famosa a la dècada de 1960 a Itàlia per negar-se a un matrimoni reparador (matrimonio riparatore, en italià) amb l'home que la va raptar i violar. No només va rebutjar el matrimoni, sinó que també va aconseguir portar a judici el seu violador. El judici va ser polèmic i comentat per tot Itàlia, ja que l'actitud de Viola trencava amb els costums tradicionals del sud d'Itàlia, on les dones perdien el seu honor si no es casaven amb l'home amb qui perdien la virginitat. Franca Viola es va convertir així en una imatge del progrés cultural i de l'emancipació de la dona en la Itàlia de la postguerra.

## Rapte i violació
Franca Viola, nascuda a la ciutat rural d'Alcamo (Sicília), era la filla gran de Bernardo Viola, granger, i Vita Ferra. El 1963, amb quinze anys, es va prometre en matrimoni amb Filippo Melodia (nebot del membre de la màfia Vicenzo Rimi), de vint-i-tres anys. Quan Melodia va ser arrestat per robatori, el pare de Viola va insistir a trencar el compromís, i Melodia va fugir Alemanya. El 1965 Viola estava promesa a un altre home quan Melodia va tornar a la ciutat i intentà, sense èxit, tornar a entrar a la vida de Viola, assetjant i amenaçant tant el pare com el nuvi.
La matinada del 26 de desembre de 1965, Melodia i un grup de companys armats van entrar a casa de Viola, van dona una pallissa a la mare i van raptar a Franca Viola i al seu germà petit, Mariano, que es negava a deixar marxar la germana. Van deixar anar Mariano hores després i van retenir Franca durant vuit dies a la casa de la germana de Melodia, on va ser violada repetidament. Melodia li va dir que ara estava obligada a casar-se amb ell, si no volia convertir-se en una dona deshonrada, però Viola li va respondre que no tenia cap intenció de casar-se amb ell, i que no només això, sinó que el denunciaria per rapte i violació. El pare de Franca fingia negociar amb els segrestadors, quan en realitat estava col·laborant amb la policia per preparar un pla per rescatar-la. Viola va ser rescatada i els seus segrestadors arrestats el 2 de gener de 1966, cinc dies abans del seu dinové aniversari. Ella va dir que el seu pare li va preguntar si realment volia casar-se amb Melodia i, quan ella va dir que no el volia, ell li va dir que faria tot el possible per ajudar-la.

## La negació al matrimoni reparador
Melodia va oferir un matrimoni reparador a Viola, però ella s'hi va negar, anant en contra de les normes socials de la societat siciliana de l'època. Segons el codi social tradicional, l'elecció la convertia en una donna svergognata: una dona sense honor o sense vergonya, per haver perdut la virginitat sense estar casada. Els conceptes no eren exclusius de Sicília o de zones rurals, també estaven dins del Codi Italià del Procediment Criminal de l'època, que recollia les violacions com un crim en contra de la moral pública, més que com una ofensa personal, i formalitzava (en l'art. 544) la idea del «matrimoni reparador», tot afirmant que qualsevol violador que es casés amb la víctima tindria el crim automàticament anul·lat.

## El judici i les conseqüències
Quan Franca Viola es va negar a casar-se amb el seu violador, la seua família va començar a ser amenaçada i perseguida, fins al punt que els van cremar la casa en què vivien i la vinya que tenien. Els fets i posterior judici, van tenir ressò a tota la premsa italiana, i el mateix Parlament es va vore implicat, ja que era obvi que el codi estava obsolet i no coincidia amb la societat. Els advocats de Melodia van dir que Viola havia acceptat una fuitina (fugir junts per casar-se en secret) i que no havia estat un segrest, però finalment, Melodia va ser trobat culpable i condemnat a onze anys de presó.
Tant el president italià Giuseppe Saragat com el Papa Pau VI van expressar públicament la seva apreciació pel valor de Franca Viola. En 1970 el director Damiano Damiani va fer la pel·lícula La moglie più bella, protagonitzada per Ornella Muti, basada en el cas de Viola. El 2012 l'escriptora italiana Beatrice Monroy va publicar la història de Franca sota el nom Niente ci fu. En 2017 un curt basat en la vida de Franca titulat Viola, Franca va ser finalista al Manhattan Short Film Fetival.
Franca Viola es va casar amb Giuseppe Ruisi al desembre de 1968. Ruisi, que era comptable, va dir que es casaria amb la dona a qui estimava tot i les amenaces, però va demanar una llicència per a armes de foc per poder protegir-se a si mateix i a la seua futura esposa. Franca Viola va tindre dos fills i una neta i encara segueix vivint a Alcamo amb el seu marit.
L'article que anul·lava el crim del violador si este es casava amb la víctima va ser derogat el 1981.